# Lakshmi
În religia hindusă Lakshmi sau Laxmi (sanscrită लक्ष्मी lakṣmī) este zeița bogăției, luminii, înțelepciunii și destinului, dar uneori și a norocului, frumuseții și fertilității. Reprezentări ale zeiței Lakshmi se află atât în templele hinduse, cât și în cele budiste și jainiste. 
În hinduismul puranic, Lakshmi este mama universului și o formă a lui Shakti (Mama Divină) pentru zeul Vishnu. Zeița este soția lui Vishnu și s-a căsătorit și cu câteva din încarnările sale: cu Rama (încarnarea zeiței fiind Sita), cu Krishna (ea fiind Rukmini) și cu Venkateshwara (sub forma încarnării Alamelu). 